# Эннс, Яков Яковлевич
Яков Яковлевич Эннс (род. 21 февраля 1950) — советский футболист, нападающий.
Бо́льшую часть карьеры провёл в команде второй лиги «Нефтяник» Фергана, в 1969—1980 годах забил больше ста голов. В 1975 году играл также за «Труд» / «Джизак» Джизак, в 1981—1982 — за «Ёшлик» Туракурган.
Братья Виктор, Владимир, Михаил и сын Виктор также были футболистами.